# 세종대학교 축구부
세종대학교 축구부(영어: Sejong University  Football Club)는 대한민국 서울특별시에 위치한 대학교 축구부이다. 세종대학교에서 운영했던 대학 축구부이며, 2009년에 창단되었다.

## 참고 문헌
- “KFA 통합경기정보 시스템”. 대한축구협회.

## 같이 보기
- 세종대학교